# Нефтекумский район
Нефтеку́мский район — территориальная единица в Ставропольском крае России. В границах района образован Нефтекумский городской округ.
Административный центр — город Нефтекумск.

## География
Нефтекумский район, на территории которого образован одноимённый городской округ, расположен в юго-восточной части Ставропольского края, в Терско-Кумской низменности. Климат резко континентальный. Засушливая зона. Почвы каштановые.
Территория района равна 3797 км². Район граничит непосредственно с Левокумским, Курским, Степновским, Будённовским районами и Республикой Дагестан. Общая протяжённость границ составляет около 350 км.
Основная река — Кума. Для обеспечения водой используются Терско-Кумский канал и система малых водохранилищ. На территории района 76 га водных угодий занимает озеро Зункарь.
Климат резко континентальный.

## История
Официальной датой образования Нефтекумского района считается 30 сентября 1920 года.
11 января 1943 года район освобождён от немецко-фашистских захватчиков.
1 февраля 1963 года указом Президиума Верховного Совета РСФСР образован Нефтекумский промышленный район с административным центром в рабочем посёлке Нефтекумск. В него включён упразднённый Ачикулакский район.
Указом Президиума Верховного Совета РСФСР от 12 января 1965 года образован Нефтекумский район с включением части населённых пунктов Курского и Левокумского районов. В его состав вошли территории бывших Ачикулакского и Каясулинского районов. Одновременно был упразднён Нефтекумский промышленный район.
18 февраля 1993 года в районе образован Зункарский сельсовет, в который вошли посёлок Зункарь (административный центр) и аул Бейсей, выделенные из Каясулинского сельсовета этого же района.
Законом Ставропольского края от 4 октября 2004 года был образован Нефтекумский муниципальный район.
1 мая 2017 года все муниципальные образования Нефтекумского района объединены в Нефтекумский городской округ.

## Население
| 1970    | 1979    | 1989    | 1990    | 1991    | 1992    | 1993    | 1994    | 1995    | 1996    | 1997    | 1998    |
| ------- | ------- | ------- | ------- | ------- | ------- | ------- | ------- | ------- | ------- | ------- | ------- |
| 54 312  | ↗56 440 | ↗60 249 | ↗61 481 | ↗63 020 | ↗64 758 | ↗67 296 | ↗68 235 | ↗69 374 | ↗71 382 | ↘71 143 | ↗71 783 |
| 1999    | 2000    | 2001    | 2002    | 2003    | 2004    | 2005    | 2006    | 2007    | 2008    | 2009    | 2010    |
| ↗72 143 | ↘71 479 | ↗71 741 | ↘70 902 | ↘70 888 | ↘70 667 | ↘70 271 | ↘69 727 | ↘69 227 | ↘68 625 | ↘68 469 | ↗68 778 |
| 2011    | 2012    | 2013    | 2014    | 2015    | 2016    | 2017    | 2018    | 2019    | 2020    | 2021    | 2023    |
| ↘68 733 | ↘67 613 | ↘66 513 | ↘65 474 | ↘64 970 | ↘64 578 | ↘64 329 | ↗64 589 | ↘64 334 | ↘64 073 | ↘60 572 | ↘60 290 |
| 2024    | 2025    |         |         |         |         |         |         |         |         |         |         |
| ↘59 801 | ↘59 646 |         |         |         |         |         |         |         |         |         |         |

### Урбанизация
В городских условиях (Нефтекумск, Затеречный) проживают 49,29 % населения района.

### Гендерный состав
По итогам переписи населения 2010 года проживали 33 104 мужчины (48,13 %) и 35 674 женщины (51,87 %).

### Национальный состав
По данным Всероссийской переписи населения 2021 года:
| Национальность | Численность | Процент |
| -------------- | ----------- | ------- |
| Русские        | 24 043      | 39,69   |
| Ногайцы        | 13 625      | 22,49   |
| Даргинцы       | 10 043      | 16,58   |
| Туркмены       | 5 261       | 8,69    |
| Аварцы         | 1 049       | 1,73    |
| Татары         | 939         | 1,55    |
| Кумыки         | 609         | 1,01    |
| Другие         | 5 003       | 7,39    |
| Итого          | 60 572      | 100,00  |

По итогам переписи населения 2010 года проживали следующие национальности (национальности менее 1 %, см. в сноске к строке "Другие"):
| Национальность | Численность | Процент |
| -------------- | ----------- | ------- |
| Русские        | 34 163      | 49,67   |
| Ногайцы        | 13 110      | 19,06   |
| Даргинцы       | 8174        | 11,88   |
| Туркмены       | 5116        | 7,44    |
| Татары         | 1373        | 2,00    |
| Аварцы         | 1049        | 1,53    |
| Армяне         | 711         | 1,03    |
| Другие         | 5082        | 7,39    |
| Итого          | 68 778      | 100,00  |

## Муниципально-территориальное устройство до 2017 года
С 2004 до 2017 года в состав Нефтекумского муниципального района входили два городских и 10 сельских поселений:
| №        | Муниципальное образование     | Административный центр | Количество населённых пунктов | Население | Площадь, км2 |
| -------- | ----------------------------- | ---------------------- | ----------------------------- | --------- | ------------ |
| 1e-06    | Городское поселение:          |                        |                               |           |              |
| 1        | город Нефтекумск              | город Нефтекумск       | 1                             | ↘22 998   | 32,28        |
| 2        | посёлок Затеречный            | пгт Затеречный         | 1                             | ↘6403     | 34,80        |
| 2.000002 | Сельские поселения:           |                        |                               |           |              |
| 3        | Закумский сельсовет           | хутор Андрей-Курган    | 2                             | ↗1600     | 275,18       |
| 4        | Зимнеставочный сельсовет      | посёлок Зимняя Ставка  | 2                             | ↗1242     | 614,02       |
| 5        | Зункарский сельсовет          | посёлок Зункарь        | 2                             | ↘1501     | 65,81        |
| 6        | Кара-Тюбинский сельсовет      | село Кара-Тюбе         | 2                             | ↗3075     | 258,59       |
| 7        | Каясулинский сельсовет        | село Каясула           | 4                             | ↘5869     | 364,57       |
| 8        | Махмуд-Мектебский сельсовет   | аул Махмуд-Мектеб      | 2                             | ↗3298     | 434,79       |
| 9        | Новкус-Артезианский сельсовет | аул Новкус-Артезиан    | 4                             | ↘2200     | 238,14       |
| 10       | Озек-Суатский сельсовет       | село Озек-Суат         | 2                             | ↘2000     | 553,06       |
| 11       | село Ачикулак                 | село Ачикулак          | 1                             | ↘5936     | 386,35       |
| 12       | Тукуй-Мектебский сельсовет    | аул Тукуй-Мектеб       | 2                             | ↗3518     | 539,39       |

## Населённые пункты
Распределение населения района:
 Нефтекумск (38,56 %) Затеречный (10,74 %) Ачикулак (9,56 %) Каясула (6,71 %) Махмуд-Мектеб (5,53 %) Остальные (28,9 %)
| №  | Населённый пункт | Тип                           | Население | Муниципальное образование до 1 мая 2017 года |
| -- | ---------------- | ----------------------------- | --------- | -------------------------------------------- |
| 1  | Абдул-Газы       | аул                           | ↘400      | Озек-Суатский сельсовет                      |
| 2  | Абрам-Тюбе       | аул                           | ↗1100     | Тукуй-Мектебский сельсовет                   |
| 3  | Андрей-Курган    | хутор                         | ↗1400     | Закумский сельсовет                          |
| 4  | Артезиан-Мангит  | аул                           | ↗400      | Новкус-Артезианский сельсовет                |
| 5  | Ачикулак         | село                          | ↗5700     | Село Ачикулак                                |
| 6  | Бакрес           | аул                           | →200      | Зимнеставочный сельсовет                     |
| 7  | Бейсей           | аул                           | →400      | Зункарский сельсовет                         |
| 8  | Бияш             | аул                           | ↗300      | Кара-Тюбинский сельсовет                     |
| 9  | Затеречный       | посёлок (пгт)                 | ↘6403     | Посёлок Затеречный                           |
| 10 | Зимняя Ставка    | посёлок                       | ↗1200     | Зимнеставочный сельсовет                     |
| 11 | Зункарь          | посёлок                       | →1100     | Зункарский сельсовет                         |
| 12 | Кара-Тюбе        | село                          | ↗2800     | Кара-Тюбинский сельсовет                     |
| 13 | Каясула          | село                          | ↘4000     | Каясулинский сельсовет                       |
| 14 | Кок-Бас          | аул                           | ↘300      | Новкус-Артезианский сельсовет                |
| 15 | Кунай            | аул                           | ↘200      | Махмуд-Мектебский сельсовет                  |
| 16 | Левобалковский   | посёлок                       | →200      | Закумский сельсовет                          |
| 17 | Махач-Аул        | аул                           | ↘200      | Каясулинский сельсовет                       |
| 18 | Махмуд-Мектеб    | аул                           | ↗3300     | Махмуд-Мектебский сельсовет                  |
| 19 | Нефтекумск       | город, административный центр | ↘22 998   | Город Нефтекумск                             |
| 20 | Новкус-Артезиан  | аул                           | ↘2384     | Новкус-Артезианский сельсовет                |
| 21 | Озек-Суат        | село                          | ↘1891     | Озек-Суатский сельсовет                      |
| 22 | Тукуй-Мектеб     | аул                           | ↘2300     | Тукуй-Мектебский сельсовет                   |
| 23 | Уллуби-Юрт       | аул                           | ↘600      | Каясулинский сельсовет                       |
| 24 | Уч-Тюбе          | аул                           | ↗500      | Каясулинский сельсовет                       |
| 25 | Ямангой          | аул                           | ↘500      | Новкус-Артезианский сельсовет                |

Упразднённые населённые пункты
- Менгиш-Кую — аул в составе Каясулинского сельсовета. Исключён из учётных данных решением Президиума Ставропольского краевого Совета народных депутатов от 23 августа 1990 года № 55а в связи с переселением жителей в другие населённые пункты[15].
- Малые Буруны (до 1972 года — посёлок фермы совхоза «Каясулинский»[43]) — посёлок, снят с учёта Решением Ставропольского краевого совета от 30.03.1983 г. № 209[44].
- Мурзабек — аул в составе муниципального образования Махмуд-Мектебский сельсовет. Упразднён Законом Ставропольского края от 9 октября 2012 года[45].

## Местное самоуправление
Руководители района
- Кожуховский Степан Никитович
- Погосов Гергий Адамович
- Земцев Николай Иванович
- Малыхин Николай Михайлович
- Гонтарь Юрий Афанасьевич
- Шиянов Василий Павлович

Глава муниципального района — Лиманов Павел Андреевич.
Глава администрации муниципального района — Сокуренко Дмитрий Николаевич (2014—2017 годы).
Глава городского округа — Сокуренко Дмитрий Николаевич (с 2017 года).
Председатель Думы городского округа
- до 2022 года - Лиманов Павел Андреевич
- с 30 сентября 2022 года - Слюсарев Денис Александрович

## Экономика
Район является промышленно-сельскохозяйственным. Из полезных ископаемых на его территории имеются нефть и газ. Трудоспособное население в основном занято в сельском хозяйстве, нефтегазодобывающей промышленности и сфере обслуживания.

## Люди, связанные с районом
Герои Советского Союза: Калинин Константин Николаевич, Лапушкин Анатолий Семёнович, Сергеев Михаил Егорович.
Герои Социалистического труда: Вихляев Тимофей Романович, Долгополов Фёдор Иванович, Ли Пётр Сергеевич, Сирикин Иван Фёдорович, Харсеев Михаил Илларионович, Хусейнов Муса Арифуллаевич, Чижевский Пётр Иванович.
Почётные граждане района: Товчигречко Михаил Иванович (глава района в 1997—2014 годах)